# Авазим, Чидози
Чидози Коллинс Авазим (англ. Chidozie Collins Awaziem; род. 1 января 1997, Энугу) — нигерийский футболист, защитник клуба «Нант» и сборной Нигерии. Участник чемпионата мира 2018 года.

## Клубная карьера
Чидози — воспитанник клуба «Эль-Канеми Уорриорз». В 2014 году он был замечен скаутами португальского «Порту» и перешёл в академию клуба. 9 августа в матче против «Портимоненсе» он дебютировал в Сегунда-лиге. 30 октября в поединке против «Шавеша» Авазим забил свой первый гол за дублёров. 27 января 2016 года в матче Кубка португальской лиги против «Фейренсе» он дебютировал за основной состав команды. 12 февраля в дерби против «Бенфики» Чидози дебютировал в Сангриш-лиге. Авазим помог дублёрам стать чемпионами второй лиги, а основной команде выйти в финал Кубка лиги.
5 июля 2017 года Авазим отправился в годичную аренду во французский «Нант». 6 августа в матче против «Лилля» он дебютировал в Лиге 1. 21 октября в поединке против «Генгама» Чидози забил свой первый гол за «Нант».
В начале 2019 года Авазим на правах аренды перешёл в турецкий «Ризеспор». 27 января в матче против «Акхисарспора» он дебютировал в турецкой Суперлиге. Летом того же года Авазим был арендован испанским «Леганесом». 14 сентября в матче против «Вильярреала» он дебютировал в Ла Лиге. Летом 2020 года Чидози был арендован «Боавиштой». 19 сентября в матче против «Насьонал Фуншал» он дебютировал за новую команду. По окончании аренды клуб выкупил трансфер игрока. Летом 2021 года Авазим был арендован «Аланьяспором». 13 сентября в матче против «Гиресунспора» он дебютировал за новую команду. В этом же поединке Чидози забил свой первый гол за «Аланьяспор». Летом 2022 года Авазим на правах аренды присоединился в сплитскому «Хайдуку». 13 августа в матче против загребского «Динамо» он дебютировал в чемпионате Хорватии. 21 августа в поединке против «Локомотивы» Чидози забил свой первый гол за «Хайдук».
25 июля 2024 года Авазим перешёл в клуб MLS «Цинциннати», подписав контракт до конца сезона 2025 с опциями продления на сезоны 2026 и 2027. За американский клуб он дебютировал 1 августа в матче Кубка лиг 2024 против мексиканского «Керетаро».
9 декабря 2024 года «Колорадо Рэпидз» приобрёл Чидози Авазима и Иэна Мерфи за $1,2 млн в общих распределительных средствах ($1 млн гарантированных и $200 тыс. условных). «Цинциннати» также сохранил за собой комиссию в случае перепродажи игроков. За «Рэпидз» он дебютировал 18 февраля 2025 года в первом матче первого раунда Кубка чемпионов КОНКАКАФ 2025 против «Лос-Анджелеса».

## Международная карьера
В апреле 2016 года тренер национальной сборной Нигерии Салису Юсуф вызвал Авазима для участия в товарищеских матчах с командами Мали и Люксембурга, однако на поле Чидози не выходил. Дебют игрока в сборной состоялся 1 июня 2017 года в товарищеском матче со сборной Того, который нигерийская команда выиграла со счётом 3:0.
В 2018 году Авазим принял участие в чемпионате мира в России. На турнире он был запасным и на поле не вышел.
В 2019 году Авазим завоевал бронзовые медали Кубка Африки 2019 в Египте. На турнире он сыграл в матчах против команд Бурунди, Гвинеи, Мадагаскара, Алжира, ЮАР и Камеруна.
В 2022 году Авазим во второй раз принял участие в Кубке Африки 2021 в Камеруне. На турнире он был запасным и на поле не вышел.

### Голы за сборную Нигерии
| #   | Дата            | Место                                      | Противник           | Счёт | Результат | Соревнование                     |
| --- | --------------- | ------------------------------------------ | ------------------- | ---- | --------- | -------------------------------- |
| 01. | 8 сентября 2018 | Стад Лините, Виктория, Сейшельские Острова | Сейшельские Острова | 0:2  | 0:3       | Кубок Африки 2019 (квалификация) |